# 한텍엔지니어링
한텍엔지니어링(Hantech Engineering Co., Ltd.)은 웰크론그룹 계열의 대한민국의 기업이다. 본사는 서울시 서대문구 서소문로21 충정타워빌딩 13층에 위치해 있으며 대표이사는 김용훈이다.

## 상장
2008년 7월 18일에 공모가 8,500원에 코스닥 시장에 상장하였다.

## 같이 보기
- 웰크론

## 참고문헌
1. ↑  웰크론, 멜트블론 부직포 생산설비 증설 검토, 매일경제, 2020-03-22
2. ↑  이영규 웰크론그룹 회장 "M&A로 시너지, 4년후 매출 2조 꿈꾼다", 서울경제, 2018-02-11